# Monardia longicornis
Monardia longicornis är en tvåvingeart som beskrevs av Boris Mamaev 1963. Monardia longicornis ingår i släktet Monardia och familjen gallmyggor. Inga underarter finns listade i Catalogue of Life.